# Фундидора-парк
Фундидора-парк (исп. El Parque Fundidora) — парковый комплекс, расположенный в мексиканском городе Монтеррей на территории бывшего металлургического завода.
Парк открыт в 1988 году.

## Общая информация
Наименование комплекса в дословном переводе с испанского означает «Парк на территории литейного завода». Металлургический завод компании Fundidora de Fierro y Acero de Monterrey функционировал на этом месте с 1900 года.
В 1986 году, после процедуры банкротства, он был закрыт, а через несколько лет это место было приспособлено под городской парк. Часть строений подверглись косметическим переделкам под новые нужды. Например, ещё до образования комплекса, доменная печь № 3 бывшего завода была провозглашена памятником мексиканской промышленности, не была порезана на металлолом и вместе с другими объектами была доступна для публичного посещения.
В парке есть беговые дорожки, искусственный пруд, фонтан, игровые площадки для детей, ледовый каток, музей. На территории паркового комплекса также имеется экспоцентр, конференц-зал и отель. Возле парка находится стадион Монтеррей-арена.

## Выставочная и спортивная деятельность
В 2001-06 годах по дорожкам парка была проложена трасса для автоспортивных соревнований, где проводили этапы своих первенств такие чемпионаты как Champ Car, A1 Grand Prix, IRL Indy Lights и Формула-Атлантик.
Фундидора-парк принимал саммит ООН.
В 2007 году в парке прошёл Всемирный форум культур. В рамках подготовки к этому событию территория комплекса выросла со 120 до 150 га; в территорию парка вошла городская площадь Макропласа.

## Фотографии парка

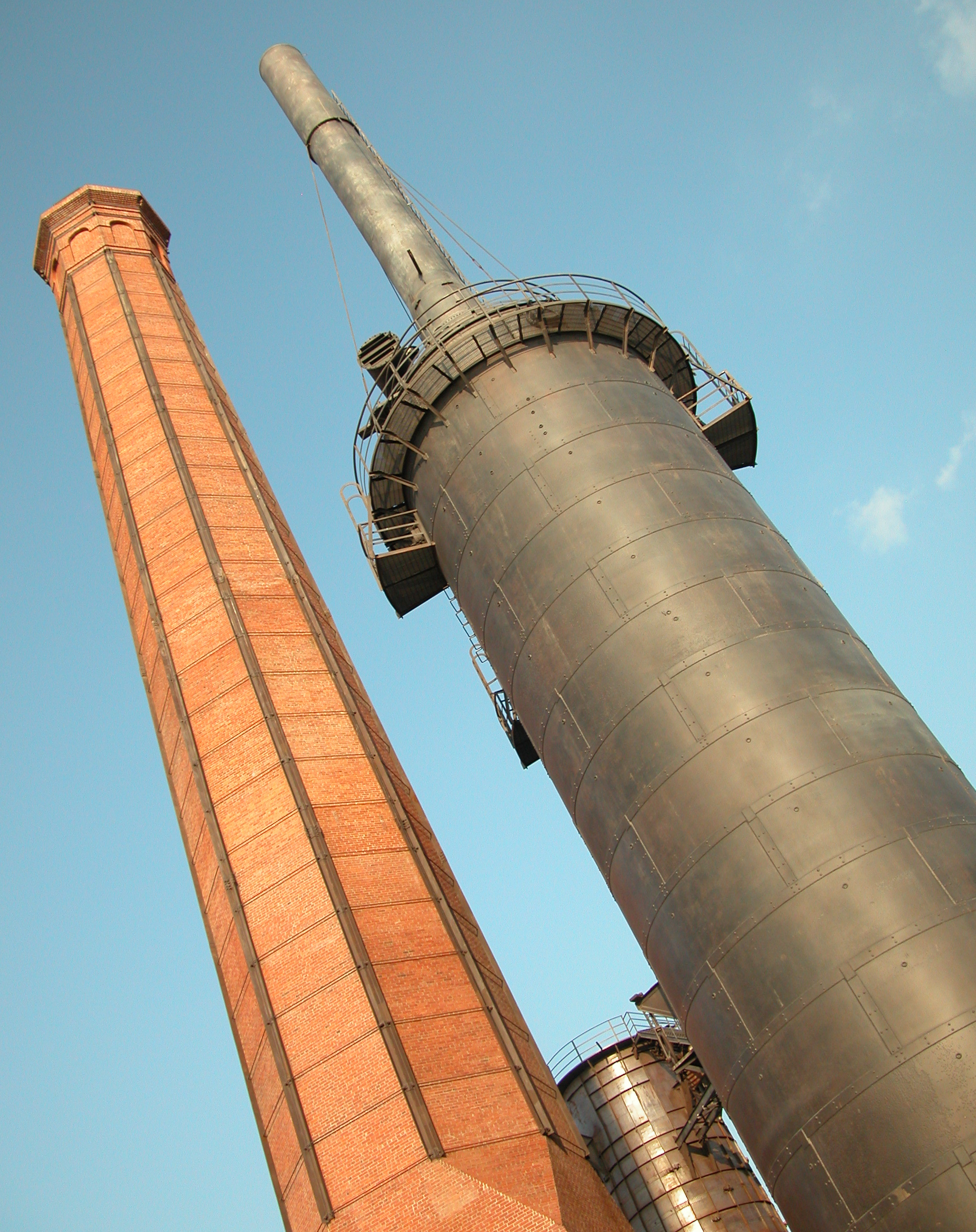
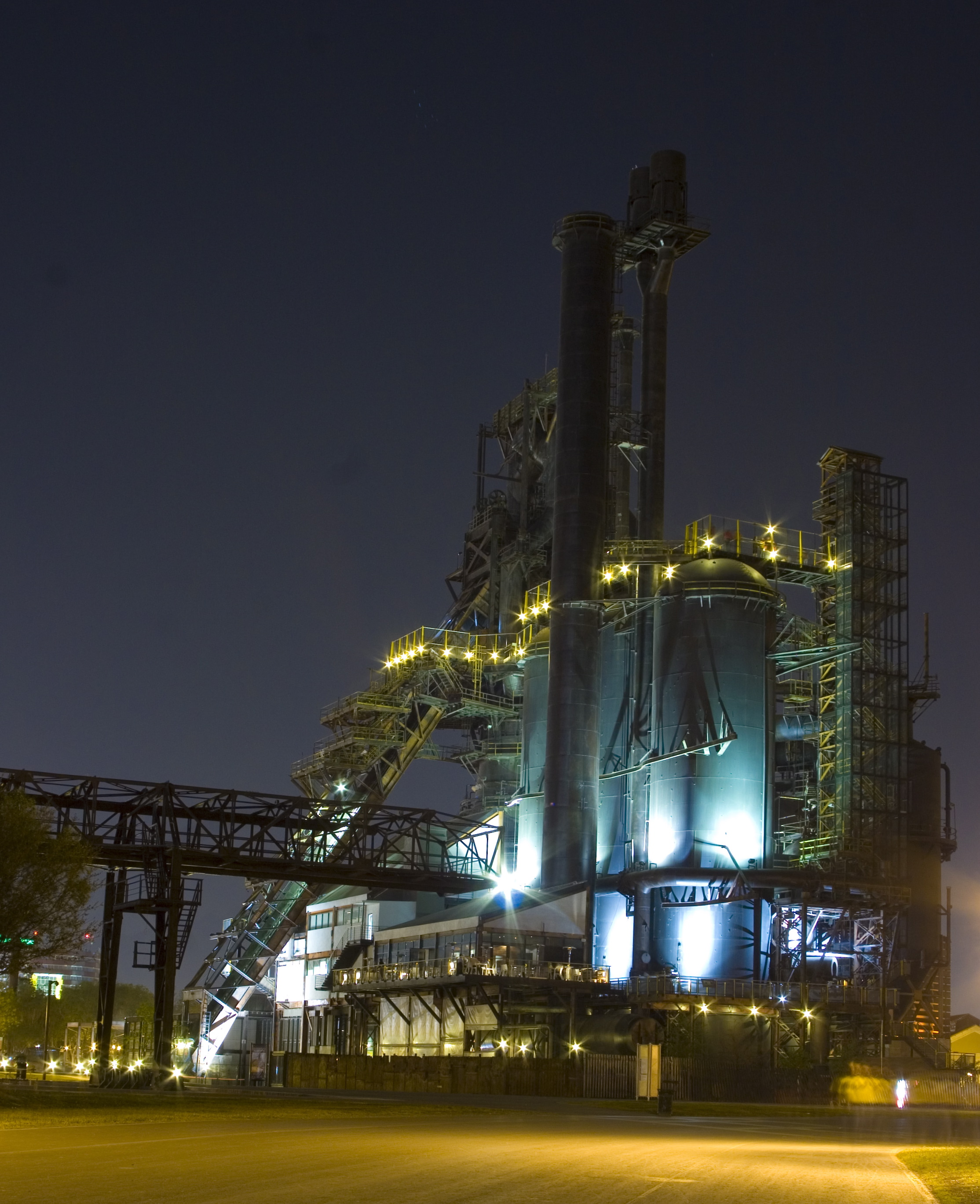
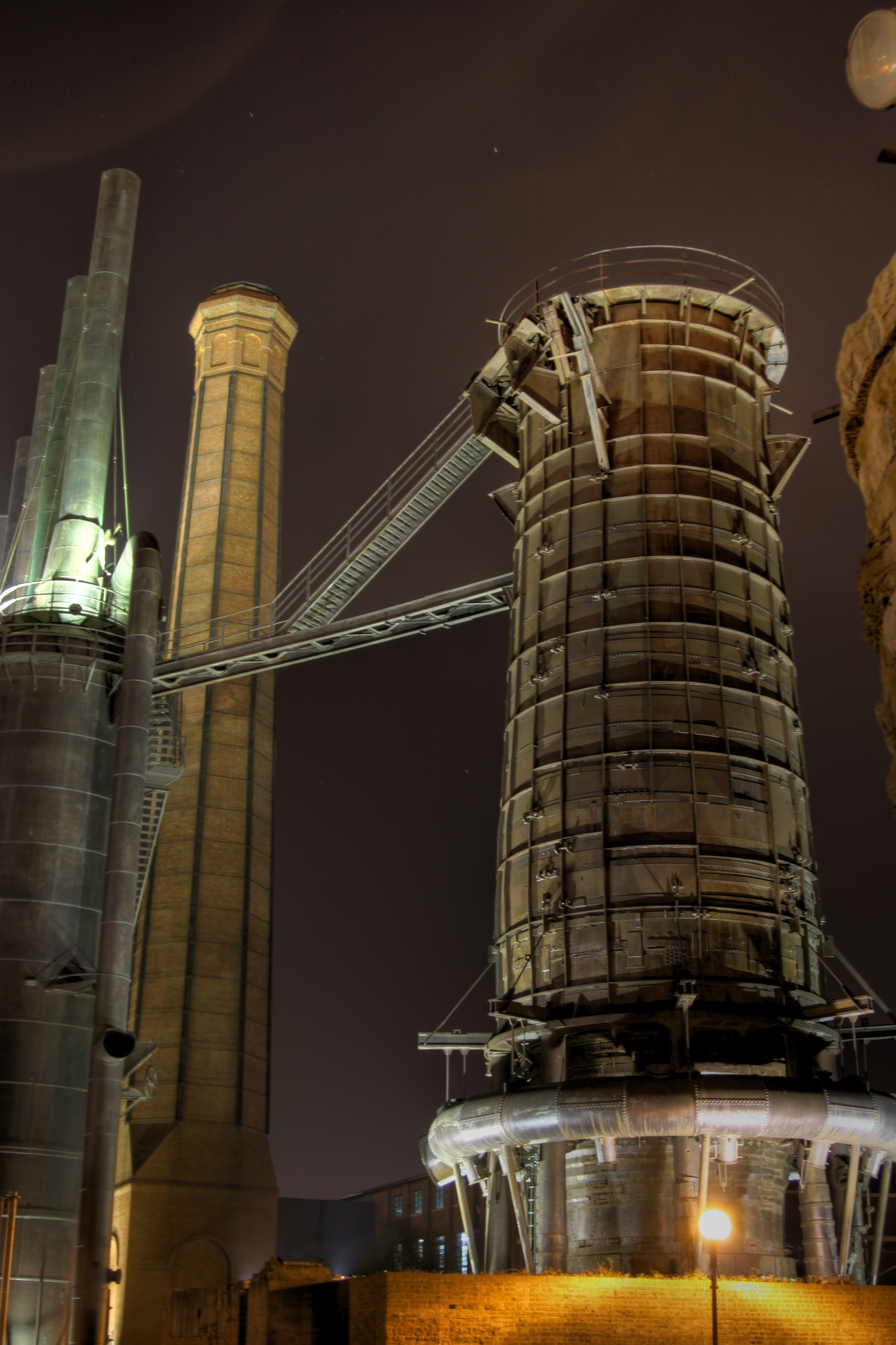
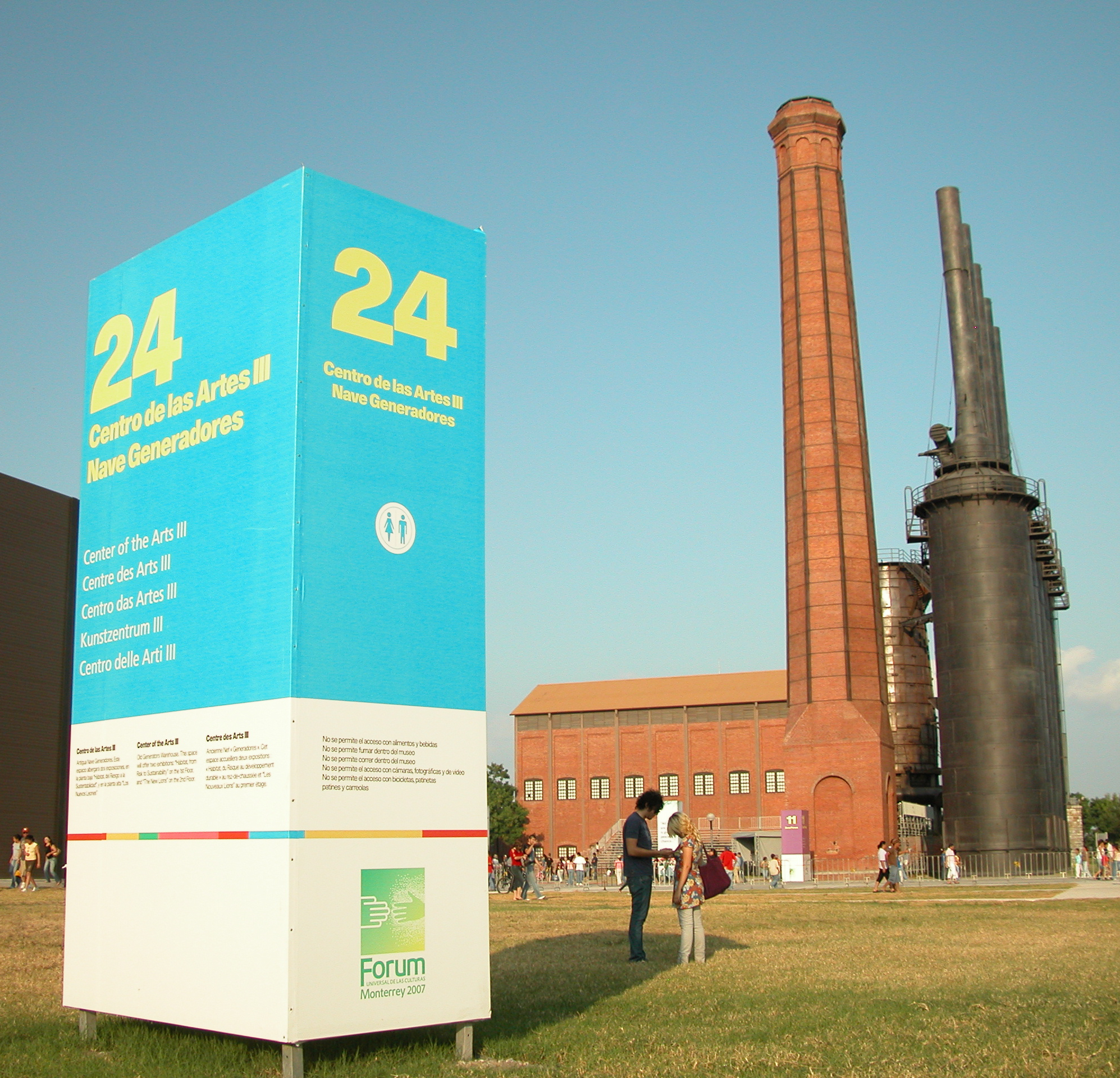
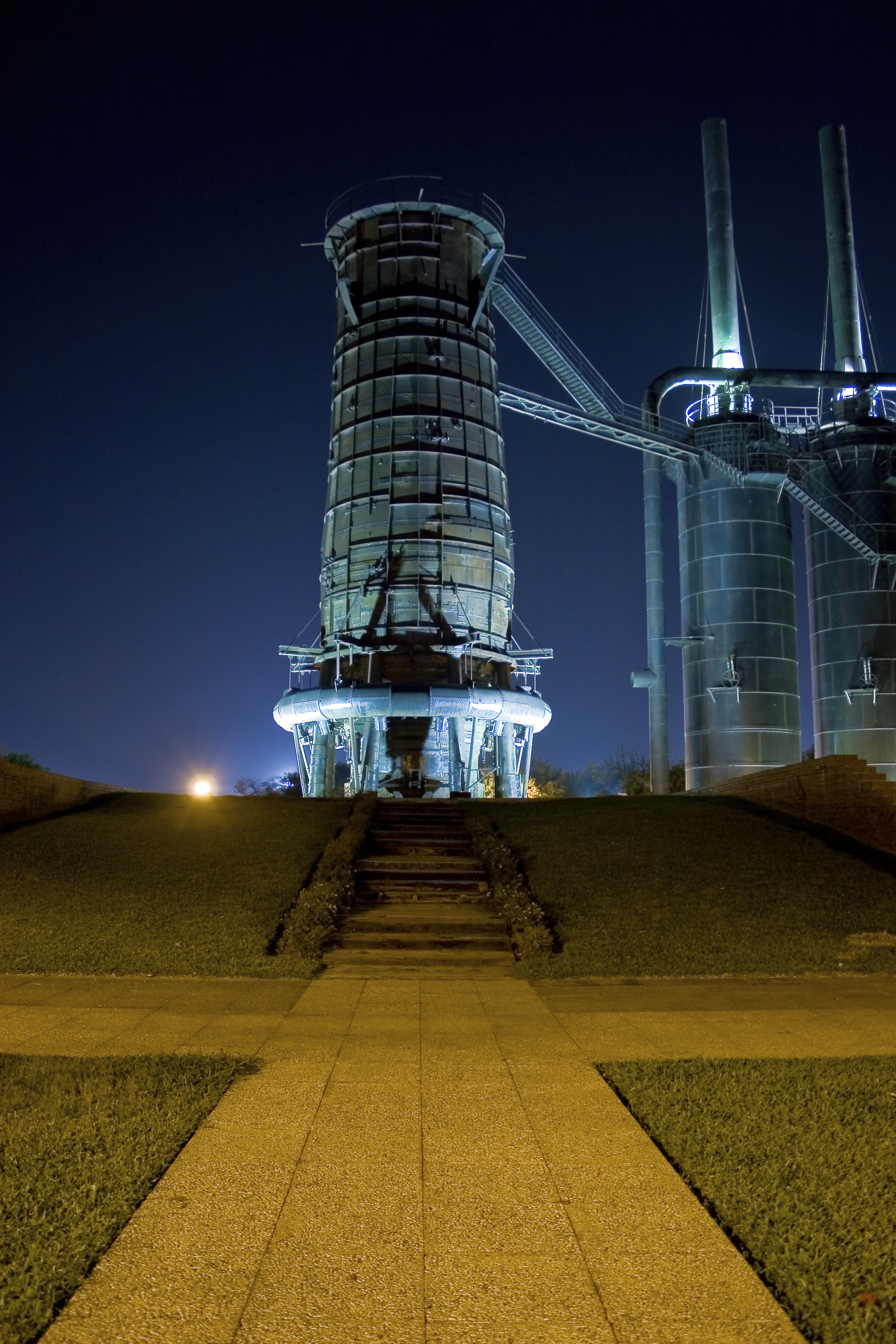
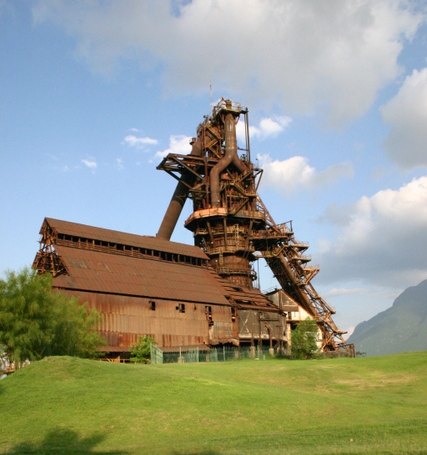
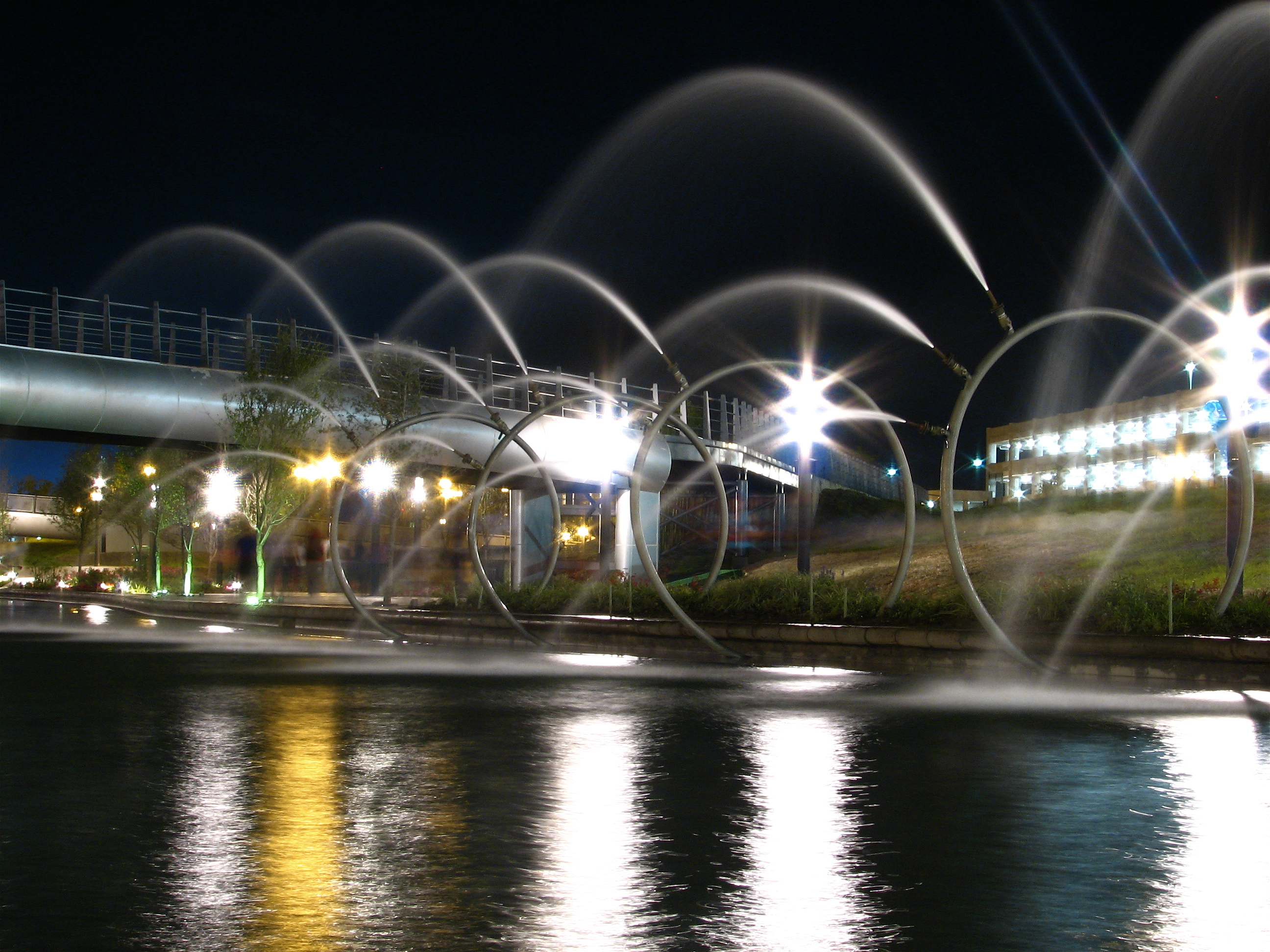